# Triangulation Beach
Der Triangulation Beach (englisch; bulgarisch бряг Триангулация brjag Triangulazija) ist ein unvereister, 1,3 km langer und 24,2 Hektar großer Strand an der Südküste von Nelson Island im Archipel der Südlichen Shetlandinseln. Er erstreckt sich 4,17 km östlich bis südlich des Ross Point und 3,25 km westsüdwestlich des Ivan Alexander Point beiderseits des Punta Vidaurre. Auf dem Strand liegt der Kaska Lake.
Britische Wissenschaftler kartierten ihn 1968. Die bulgarische Kommission für Antarktische Geographische Namen benannte ihn im April 2021 nach der Triangulation, einem klassischen Verfahren der Geodäsie zur Durchführung einer Landesvermessung.